# Josef Anton von Riegger

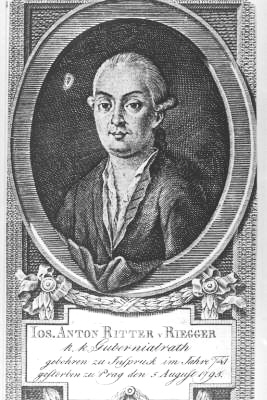
Josef Anton von Riegger

Josef Anton Stefan Riegger, ab 1764 Ritter von Riegger, (* 13. Februar 1742 in Innsbruck; † 5. August 1795 in Prag) war ein Jurist und Historiker.
Von 1765 lehrte der Sohn von Paul Joseph von Riegger als Jurist an der Universität Freiburg im Breisgau (von 1773 bis 1774 als Rektor der Hochschule), 1778 wechselte er nach Prag, wo er mit dem Titel eines königlich böhmischen Gubernialrats bedacht wurde.
Riegger verfasste zahlreiche juristische und historische Schriften. Von besonderer Bedeutung ist die durch ihn begründete Erforschung des Freiburger Humanismus.